# باس ۴۲۹ ماستنگ
باس ۴۲۹ (Boss ۴۲۹) خودرویی است که در سال‌های ۱۹۶۹ تا ۱۹۷۰ تولید شده‌است.

## بررسی اجمالی
Boss 429 به عنوان یکی از کمیاب‌ترین و با ارزش‌ترین خودروهای عضلانی تا به امروز شناخته می‌شود.[1] در مجموع 1359 Boss 429 اصلی ساخته شد. منشأ Boss 429 برآورده کردن نیاز فورد برای تطبیق موتور نیمه‌کره‌ای 429 برای مسابقات NASCAR بود. فورد به دنبال توسعه موتوری بود که بهتر با 426 Hemi از کرایسلر در بخش بزرگ ملی نسکار، که اکنون به عنوان سری جام نسکار شناخته می شود، رقابت کند. قوانین همسان سازی نسکار مستلزم آن بود که حداقل 500 خودرو به این موتور مجهز شده و به عموم فروخته شود. پس از بررسی های زیاد، فورد تصمیم گرفت که موستانگ خودرویی باشد که این موتور جدید را در خود جای دهد.
با عرضه و تایید Dodge Charger Daytona از سازنده رقیب خود Dodge، Boss 429 Mustang صرفاً به عنوان یک نسخه جاده ای باقی ماند و تمام برنامه های NASCAR آن لغو شد. با این حال، خود موتور Boss 429 سری 385 در نسکار تا سال 1974 در سایر پلتفرم‌های بدنه فورد و مرکوری و بعداً در کلاس NHRA Pro Stock در دهه 1980 مورد استفاده قرار گرفت، که طرفدار اصلی آن در آنجا قهرمانی Pro Stock Thunderbird توسط Bob Glidden بود.
موتور Boss 429 از موتور فورد 385 تکامل یافته است. از کلاهک های اصلی چهار پیچ، میل لنگ فولادی آهنگری و میله های اتصال فولادی آهنگری استفاده می کرد. این موتور دارای سرسیلندرهای آلومینیومی با محفظه احتراق نیمه‌کره‌ای بود که فورد آن را هلال نامید. این هدها از روش "dry-deck" استفاده می کردند، به این معنی که مدار خنک کننده بلوک از مدار خنک کننده هد جدا بود. سیلندر و با ارائه خنک کننده مستقیم بیشتر نقاط داغ را کاهش دهید. هر سیلندر، گذرگاه روغن و گذرگاه آب دارای یک مهر و موم منحصربه‌فرد به سبک حلقه‌ای «O» بودند تا محکم ببندند. اگرچه از یک واشر سر استفاده می شود، اما فقط سیلندر را برای احتراق آب بندی می کند، بنابراین خرابی در یک نقطه دیگر را به خطر نمی اندازد.[توضیحات لازم]موتور Boss 429 به صورت استاندارد با یک کاربراتور 4 بشکه ای Holley با درجه 735 CFM که بر روی منیفولد ورودی آلومینیومی نصب شده بود که در زمان خود به خوبی جریان داشت، عرضه شد.[2] خودروهای 1969 دارای یک میل بادامک بالابر هیدرولیک بودند در حالی که مدل های 1970 دارای میل بادامک بالابر جامد همراه با سیستم اگزوز دوگانه بهبود یافته بودند، اگرچه توان نامی خروجی ثابت باقی ماند.
محفظه موتور موستانگ به اندازه کافی عریض نبود تا بتواند موتور عظیم باس 429 را در خود جای دهد، بنابراین فورد با کار کرافت از دیربورن، میشیگان قراردادی را برای تغییر موستانگ‌های جت کبرا 4 سرعته برای پذیرش آن منعقد کرد. کار کرافت یک مرکز آزمایشی انحصاری فورد بود که به عنوان مهندسی خودرو برای وسایل نقلیه ویژه فورد عمل می کرد. کار کرافت قبلاً اولین GT40 MKII (برنده مسابقات 24 ساعته لمانز 1966) و GT40 MKIV (برنده مسابقات 24 ساعته لمانز 1967) را طراحی و ساخته بود.
تولید Boss 429 در سال 1968 در کارخانه Ford Rouge آغاز شد، جایی که مجموعه های پیش بند جلو برای پذیرش موتور بزرگ Boss 429 در طول ساخت خودرو نصب شدند. اینها همچنین ساختار جلویی قوی‌تر و تمیزتر، ملاحظات مهم در مورد چنین خودرویی با عملکردی را ارائه می‌کردند و با گلگیرهای جلویی بازسازی‌شده همراه شدند. خودروها سپس برای نصب موتور و تغییرات بیشتر به کارخانه مونتاژ جدید کار کرافت در برایتون، میشیگان ارسال شدند.
چنین موتور بلوک بزرگی دماغه ماشین را سنگین می کرد. برای کمک به جبران این مشکل، باتری به صندوق عقب جابجا شد و یک میله چرخشی 3/4 اینچی به انتهای عقب اضافه شد تا چرخش بدنه را محدود کند. این اولین موستانگ بود که تا به حال به میله چرخشی عقب مجهز شده بود که هندلینگ بهتری به آن می داد. موتورهای بزرگ دیگر موستانگ‌های آن زمان، آن را به یک ماشین پیست بسیار توانا تبدیل می‌کردند.همچنین یک خنک‌کننده روغن که امکان بارهای دور در دقیقه و استقامت بالا را به موتور می‌داد و یک اسکوپ کاپوت کنترل‌شده دستی برای وارد کردن هوای متراکم‌تر برای احتراق کامل‌تر نیز همین کار را انجام داد. برای فاصله بهتر از سطح زمین، اسپویلر جلو کم‌عمق‌تر از Boss 302 ساخته شد و محور عقب با نسبت 3.91 با دیفرانسیل لغزش محدود "Traction-Lock" عرضه شد. سایر ویژگی‌ها شامل آینه‌های مسابقه دوگانه کلیددار رنگی، سرعت‌سنج 8000 دور در دقیقه و فقط رادیو AM.[نیازمند منبع]  
اسب بخار
این خودروها با قدرت 375 اسب بخار (380 اسب بخار؛ 280 کیلووات) در 5200 دور در دقیقه و گشتاور 450 پوند فوت (610 نیوتن‌متر) در 3400 دور در دقیقه تبلیغ شدند.[2][3] آزمایش دینامومتر پریود از امتیاز فورد پشتیبانی می کند. تولید کننده تجهیزات سرعت، کرین کمز، موتورهایی را آزمایش کرد که مطابق با تولید موجود بودند، به استثنای هدرهای لوله ای برای منیفولدهای اگزوز چدن استوک. برای موتور بادامک هیدرولیک 1969، آنها اوج 352.0 اسب بخار (262.5 کیلووات) را در 5500 دور در دقیقه اندازه گرفتند. موتور بادامک مکانیکی 1970 با حداکثر قدرت 366.5 اسب بخار (273.3 کیلووات)، همچنین در 5500 دور در دقیقه، اندازه گیری بهتری داشت.[4]
هر دو سال مدل در مقایسه با دیگر موستانگ‌های عملکردی آن دوران (به Boss 351، Boss 302، ماخ 1 مراجعه کنید) ظاهری کم‌رنگ داشتند، به این ترتیب که تنها شناسه خارجی خودرو برگردان‌های Boss 429 روی گلگیرهای جلو و بزرگ‌نمایی منحصربه‌فرد بود. اسکوپ هود. بقیه خودرو ظاهری بسیار تمیز داشت که با اکثر موستانگ‌های عملکردی که فورد تولید کرده بود، غیرمعمول بود، که اغلب بر ظاهر بیش از واقعیت آن تأکید می‌کرد. [5] هم اسپویلر و هم پنجره‌های پنجره که معمولاً در 1969-1970 ماخ 1 و Boss 302 دیده می‌شد گم شده بودند.
در عوض، برای نشان دادن اینکه این خودروها چقدر خاص هستند، به آنها شناسه ویژه NASCAR داده شد که روی درب سمت راننده قرار داده شده بود. به هر ماشین یک عدد "KK" داده شد که مخفف کار کرافت بود. KK #1201 اولین Boss 429 و KK #2558 آخرین Boss 429 بود که ساخته شد.[1]
با این حال، فروش باس 429 موستانگ 1970 شروع به کاهش کرد و با افزایش هزینه های تولید، هزینه گاز و سایر مشکلات داخلی فورد، تصمیم گرفته شد که سال 1970 آخرین سال باس 429 باشد.
امروزه این خودروها بسیار مورد توجه هستند. از سال 2008، مزایده ها در eBay و Barrett-Jackson پیشنهادهای بیش از 375000 دلار را به همراه داشته است. در سال 2013 یک فورد موستانگ باس 429 فست بک مشکی مدل 1969 (بازسازی نشده) به قیمت 417000 دلار در حراجی Mecum در کیسیمی، فلوریدا فروخته شد. در سال 2016 یک Boss 429 مشکی بازسازی شده 1969 به قیمت 500000 دلار در حراجی Barrett-Jackson در پالم بیچ فلوریدا فروخته شد.
مدل 1969
در مجموع 859 Boss 429 توسط فورد در سال 1969 ساخته شد، از جمله دو Cougar برای Lincoln/Mercury Race Division. همه آنها دارای فضای داخلی مشکی بودند و در یکی از پنج رنگ موجود بودند: سیاه ریون، سفید ویمبلدون، رویال مارون، آب نبات سیب قرمز و جید مشکی. هود کاملاً کاربردی همان رنگ خودرو بود و به طور قابل توجهی بزرگتر از هر محصول دیگری به جز دو Boss 429 Cougars بود. این اسکوپ به مدل سال 1970 منتقل می شود اما روی همه خودروها مشکی رنگ می شود. تا به امروز، این بزرگترین اسکوپ هود کارخانه ای است که تا کنون روی یک موستانگ تولیدی نصب شده است.
همه خودروها با گیربکس‌های 4 سرعته دستی و پیشرانه چرخ‌های عقب عرضه شدند.[6] موتور عظیمی که حتی در قسمت جلویی موستانگ اصلاح شده نیز جابجا شده بود، جایی برای تهویه هوا باقی نمی گذاشت. برخی از خودروهای اولیه به عنوان خودروهای کد "S" شناخته می شدند و به همین دلیل دارای موتور کمی متفاوت بودند، با روکش سوپاپ های منیزیمی، قطعات داخلی ساخته شده به سبک NASCAR و تقریباً بدون تجهیزات مه دود یا آلاینده. گفته می شود که آنها از موتورهای کد "T" و "A" بعدی قوی تر هستند (که دارای تجهیزات مربوط به انتشار برای برآورده کردن مقررات دولتی بودند). موتورها در برخی موارد برای استفاده در کاربردهای دیگر مانند کشش تراکتور، به دلیل گشتاور بسیار زیاد و اسب بخاری که موتور قادر به تولید آن بود، از خودروها حذف شدند.[نیازمند منبع]
مدل 1970
فورد 499 Boss 429 را در سال 1970 ساخت. پنج رنگ خارجی جدید در دسترس بود: نارنجی Grabber، Grabber Green، Grabber Blue، Calypso Coral و Blue Pastel. و فضای داخلی در سیاه یا سفید و مشکی موجود بود. اسکوپ های هود همگی مشکی مات بودند. یک شیفت هرست تجهیزات استاندارد بود. یک گزینه نصب شده توسط فروشنده شامل یک ورودی شش تکه و سه کاربراتور 2 بشکه ای در دسترس بود، اگرچه تعداد بسیار کمی از آنها فروخته شد.
Classic Recreations، Boss 429 دارای مجوز فورد 1969-70 را از آوریل 2018 تولید می‌کند.[7]
- مشارکت‌کنندگان ویکی‌پدیا. «Boss 429». در دانشنامهٔ ویکی‌پدیای انگلیسی، بازبینی‌شده در ۲۲ مارس ۲۰۱۱.